# 小沢清
小沢 清（おざわ きよし、1922年4月26日 - 1995年2月9日）は、日本の小説家である。
大阪生まれだが、東京淀橋で育つ。高等小学校卒業から町工場やのちの東芝で働きながら文学を志し、徳永直のもとに出入りして、作品をみてもらう。
戦後、創立された新日本文学会に入会し、『新日本文学』に戦時中に書いた「町工場」が掲載され、当時の労働者作家として脚光を浴びる。そのあと、「軍服」などいくつかの作品を書いたが、1950年代には心を病み、作品が書けない時期がつづいた。
1960年代半ば、『文化評論』に掲載した「工場地帯」をきっかけに、再び作品を発表するようになり、主として『民主文学』や『世界』に作品を発表した。この時期には、戦前戦中の自伝的な作品として、「油の中」「芽ぶき」などがある。このころには、川崎市に住み、川崎の労働運動に取材した作品もある。